# Jason Schwartzman
Jason Francesco Schwartzman, född 26 juni 1980 i Los Angeles, Kalifornien, är en amerikansk skådespelare, manusförfattare och musiker. Han är kanske mest känd för sin roll som Max Fischer i Wes Andersons film Rushmore samt som Jack i The Darjeeling Limited. Han spelar även huvudrollen som Jonathan Ames i den HBO-producerade TV-serien Mall:Bored to Death. I samband med filmen The Darjeeling Limited debuterade Schwartzman som manusförfattare.

## Biografi
Schwartzman är medlem i en stor filmfamilj. Han är son till skådespelaren Talia Shire och filmproducenten Jack Schwartzman samt systerson till regissören Francis Ford Coppola och kusin till skådespelarna Nicolas Cage, Sofia Coppola och Roman Coppola.  Han är bror till skådespelaren och musikern Robert Schwartzman och halvbror till filmfotografen John Schwartzman. Jason Schartzman är gift sedan 2009 och har två döttrar, födda 2011 och 2014.
Innan han slog sig på en skådespelarkarriär var han trummis i rockbandet Phantom Planet.  Han har dock fortsatt att komponera musik för några filmer.

## Filmografi i urval
- 1998 – Rushmore
- 2002 – Simone
- 2002 – Slackers
- 2002 – Spun
- 2005 – En förtrollad romans
- 2006 – Marie Antoinette
- 2007 – The Darjeeling Limited (skrev även manus)
- 2009 – Funny People
- 2009 – Den fantastiska räven
- 2010 – Scott Pilgrim vs. the World
- 2012 – Moonrise Kingdom
- 2012 – A Glimpse Inside the Mind of Charles Swan III
- 2013 – Saving Mr. Banks
- 2014 – The Grand Budapest Hotel
- 2014 – Big Eyes
- 2015 – The Overnight
- 2023 – Asteroid City
- 2024 – Queer
- 2024 – The Last Showgirl
- 2025 – Mountainhead

## TV-serier
- 2009 – Bored to Death
- 2020 – Fargo (TV-serie)